# لاگونا (سانتا کاتارینا)
| آمار         | آمار                        |
| ------------ | --------------------------- |
| ایالت:       | سانتا کاتارینا              |
| بنیان‌گذاری:  | ۱۶۷۶                        |
| مساحت:       | ۱٬۵۱۳٫۸ کیلومتر مربع        |
| جمعیت:       | ۴۸٬۹۵۶ نفر (۲۰۰۴)           |
| تراکم جمعیت: | ۱۲٫۷ در هر کیلومتر مربع     |
| کد پستی:     | 89700-xxx                   |
| پیش‌شماره:    | ۴۸                          |
| تارنما:      | http://www.laguna.sc.gov.br |

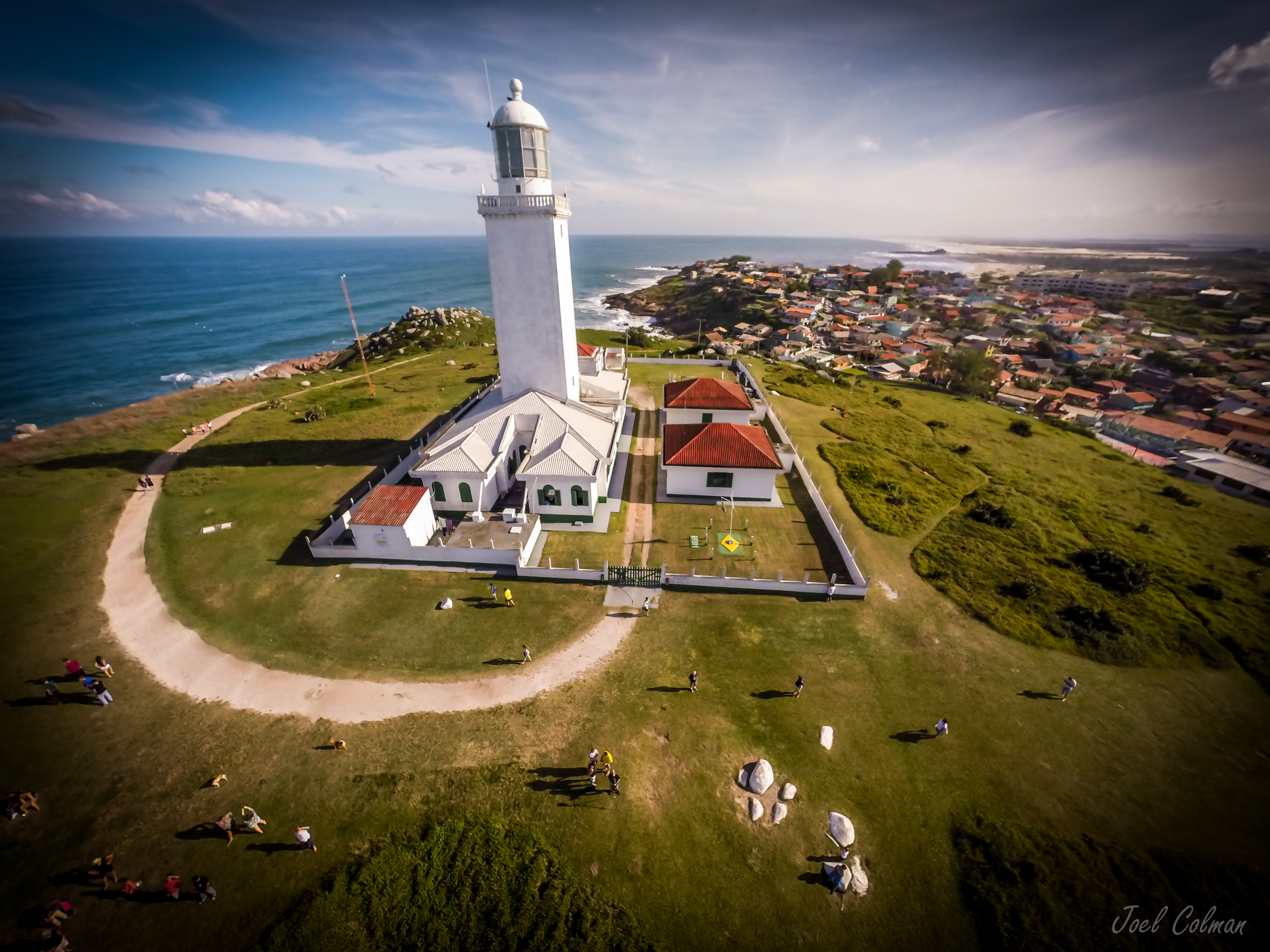
تصویری از شهر لاگونا

لاگونا شهری در برزیل است که در ایالت جنوبی سانتا کاتارینا در ۱۲۰ کیلومتری جنوب مرکز ایالت، فلوریانوپولیس، و شمال شرقی پورتو الگره قرار دارد. جمعیت این شهر در سرشماری سال ۲۰۰۴، ۴۸٬۹۵۶ تن بود و مساحت آن ۴۴۵٫۲۴ کیلومتر مربع است.